# Tablette ancestrale

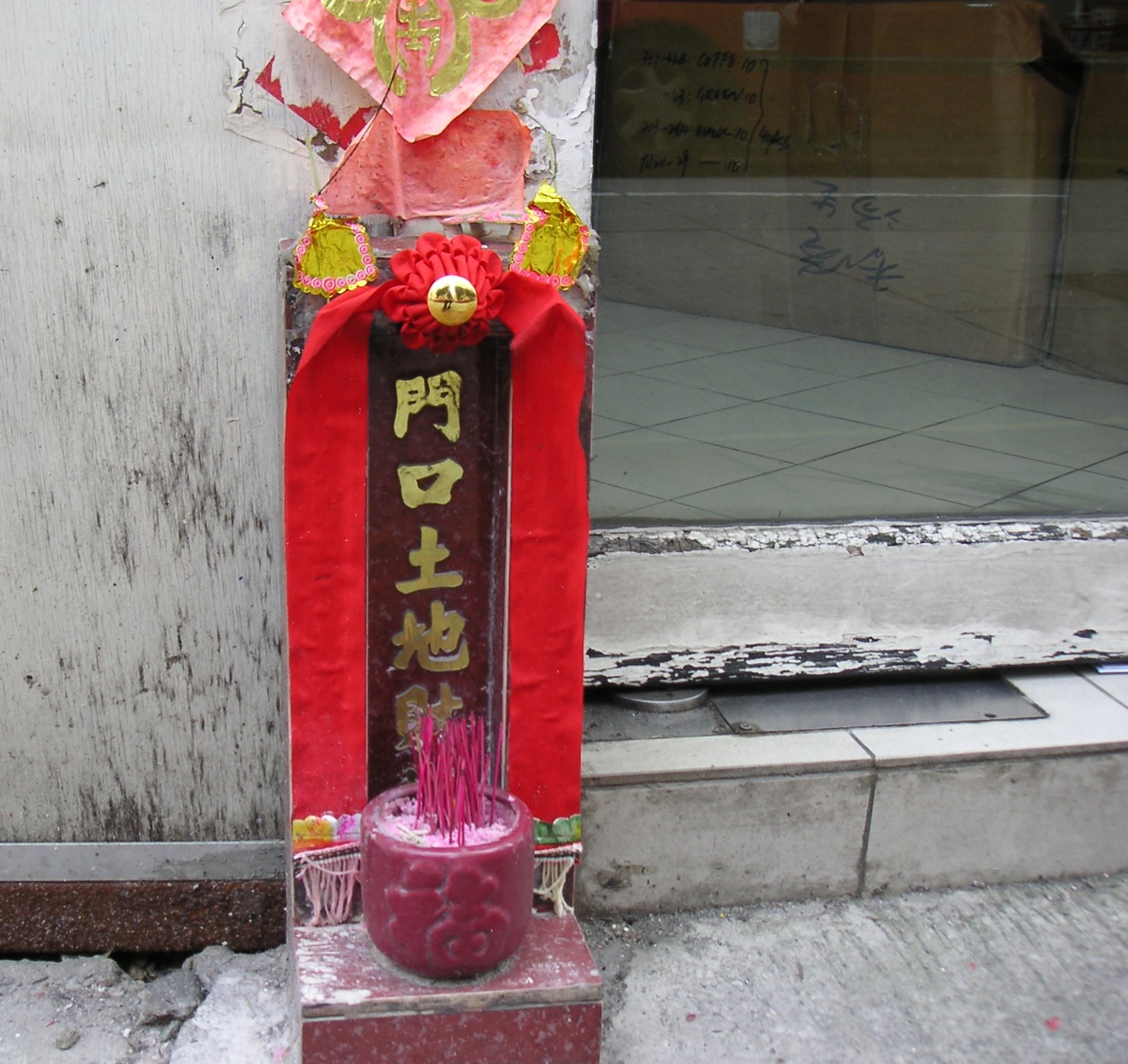
Une tablette ancestrale dédiée à la divinité de la Terre (Tudigong), à Hong Kong.

Une tablette ancestrale, parfois également désignée sous l'appellation tablette mémorielle, tablette spirituelle ou tablette mortuaire, est un panneau utilisé pour marquer la présence d'une divinité ou de l'âme d'un ancêtre. Originaires de la culture chinoise, les tablettes ancestrales se retrouvent dans la plupart des cultures d'Asie de l'Est où se pratique le culte des ancêtres (notamment au Japon, en Corée et au Viêt Nam).
Elles peuvent être réalisées à partir de différents matériaux (bois, pierre) et sont généralement richement décorées. On les trouve dans la plupart des temples confucéens, des sanctuaires et des autels familiaux en Chine et à Taïwan, où elles sont désignées par le terme shenzhupai. Au Japon elles sont appelées ihai (位牌). Les tablettes sont à différencier des idoles, dans la mesure où la personne honorée n'est pas représentée sur l'objet.

## Utilisation
Les tablettes ancestrales sont généralement utilisées pour honorer une divinité ou la mémoire d'un ancêtre. Elles sont placées dans des autels familiaux ou dans les temples confucéens, s'ils comprennent une salle destinée à accueillir les tablettes dédiées à des particuliers. Dans la tradition taoïste, elles servent à emprisonner l'esprit de la divinité. Cette pratique cultuelle a influencé la religion bouddhiste, qui a fait peu à peu usage de tablettes dans les temples. Cependant, leur fonction ne se limite pas aux ancêtres mais est également d'emprisonner l'âme d'esprits vagabonds et de démons.
Lors d'une cérémonie, des bâtons d'encens sont souvent allumés devant la tablette. Parfois, des fruits, du thé et des pâtisseries sont offerts à l'esprit pour rassasier sa faim.
Dans la religion traditionnelle chinoise, une famille a généralement une ou plusieurs tablettes dédiées à des divinités :
- Une à l'extérieur de la maison, sur la porte d'entrée, qui sont fréquemment dédiées à l'Empereur de jade ou à la divinité de la Terre, Tudigong
- Une dans la cuisine, en l'honneur de Zao Jun, divinité de la nourriture
- Deux dans la maison, dont au moins une dans le salon en l'honneur d'une divinité ou des ancêtres de la famille

Les tablettes ancestrales sont également présentes dans d'autres cultures asiatiques, comme au Japon, en Corée et au Viêt Nam. Dans le bouddhisme japonais, les tablettes sont utilisées lors des rites funéraires et sont rangées dans l'autel à Bouddha présent dans la maison de chaque pratiquant (le butsudan). On en trouve également dans les Kaisan-dō. Dans la culture coréenne, les tablettes jouent un rôle primordial dans les rites traditionnels (les jesa) : placées au centre de la cérémonie, elles représentent l'esprit de l'ancêtre et sont entourées d'offrandes. Des objets utilisés dans les rites funéraires en Papouasie-Nouvelle-Guinée ont parfois été assimilés à des tablettes ancestrales,.

## Galerie

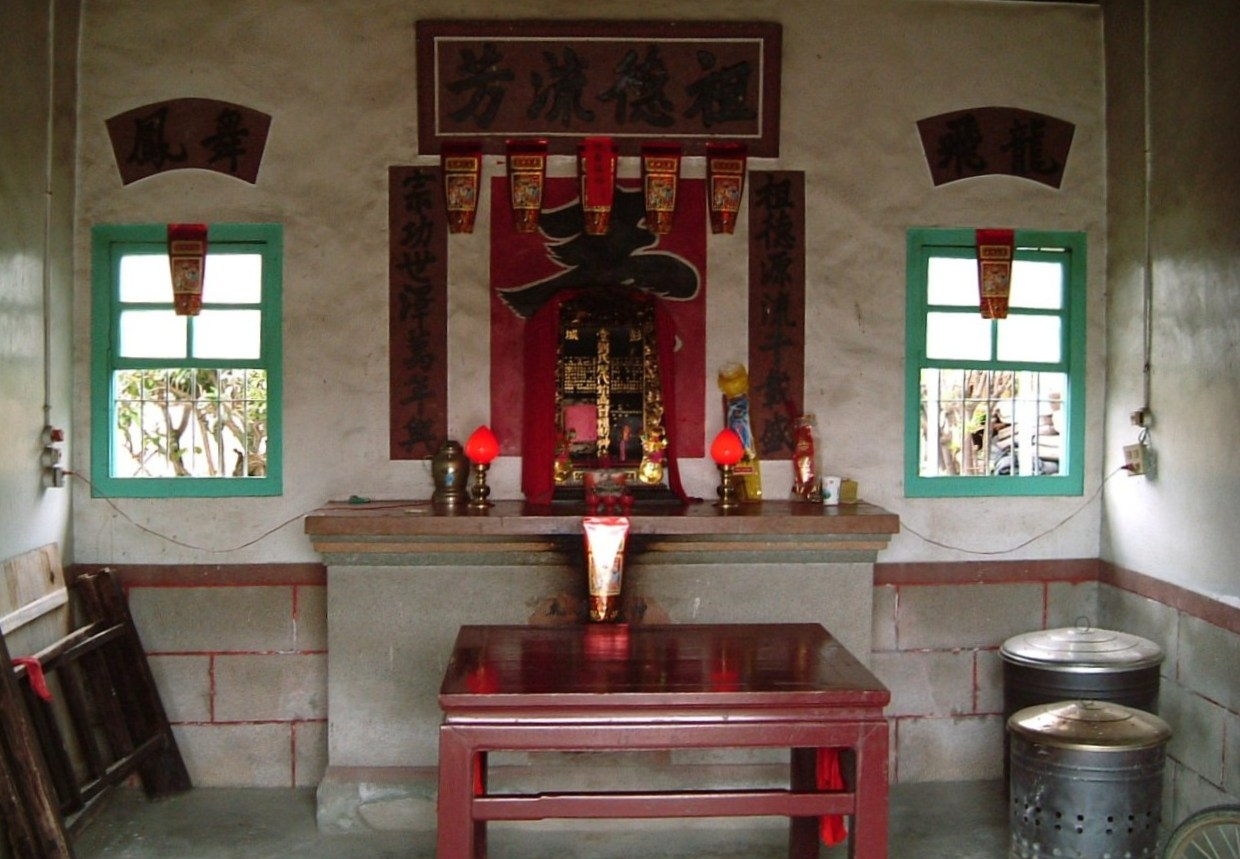
Des tablettes dans un temple à Taïwan
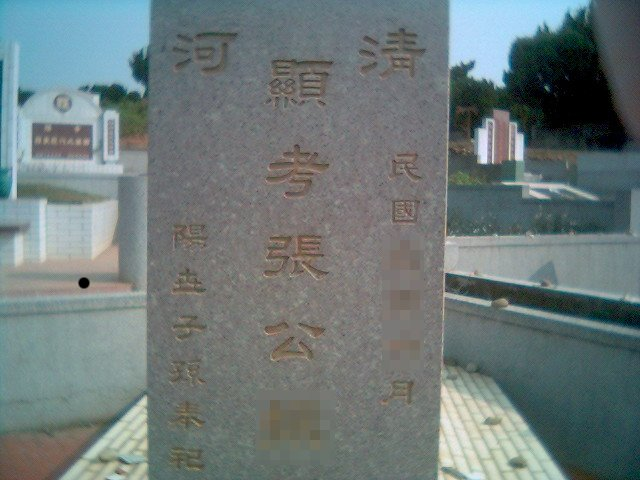
Une tablette réalisée en pierre.
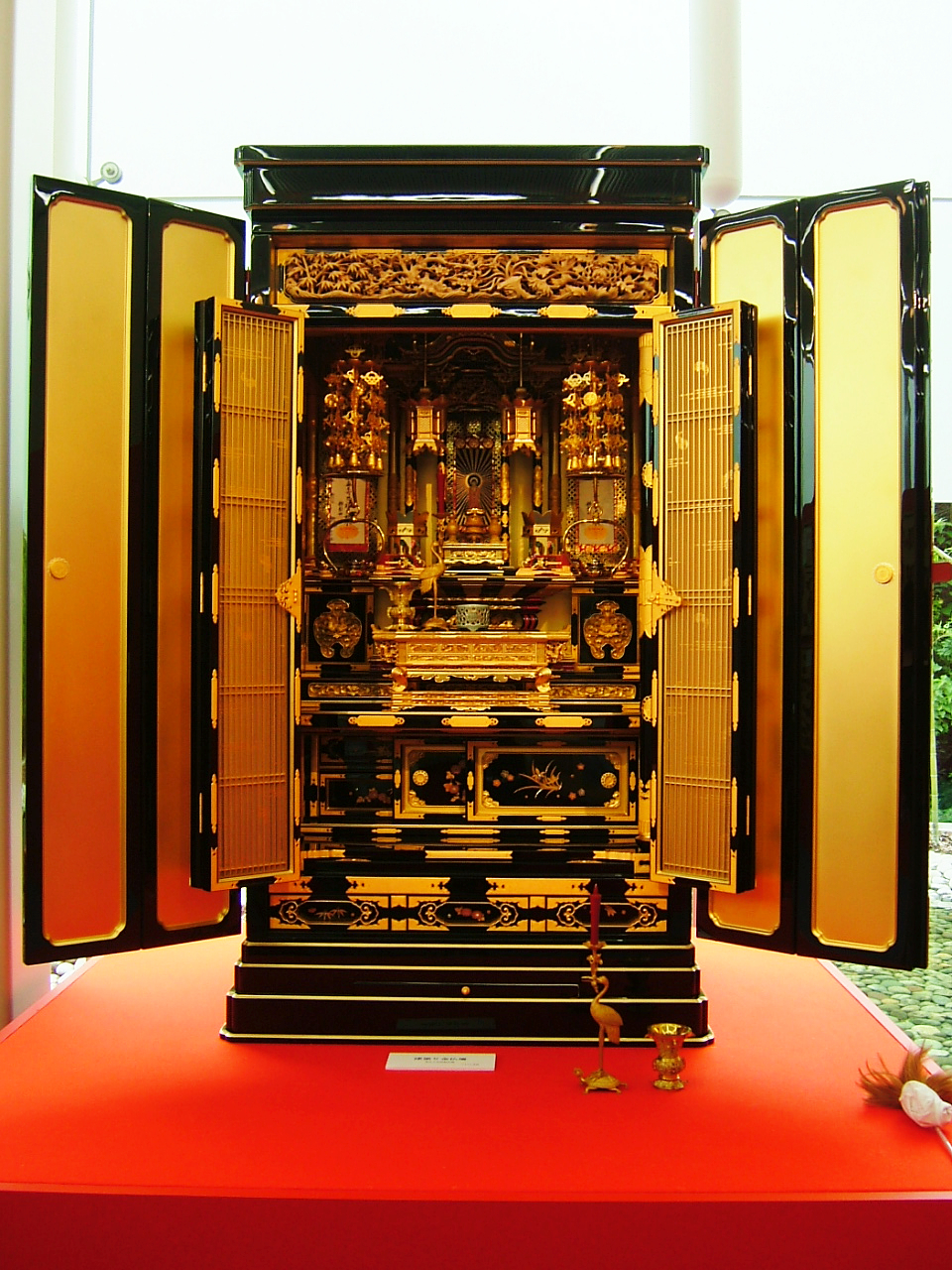
Un butsudan, autel bouddhiste japonais où sont conservés les tablettes ancestrales.
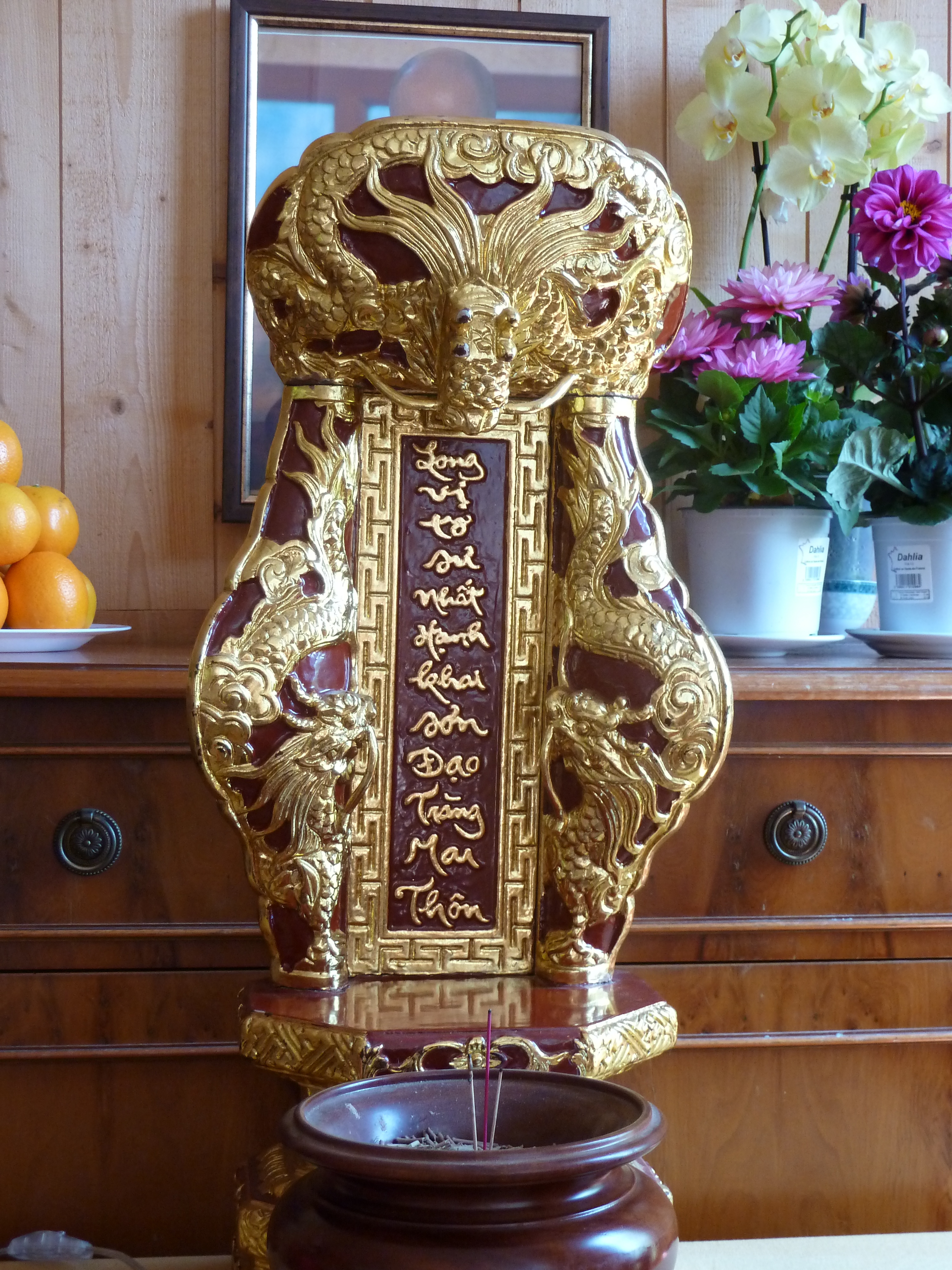
"trône du dragon" vietnamien